# Scarmiglione

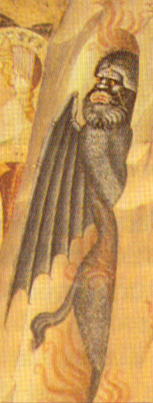
Demone, Andrea di Bonaiuto, affreschi del Cappellone degli Spagnoli, Santa Maria Novella, Firenze

diceva l'un con l'altro, "in sul groppone?". 

E rispondien: "Sì, fa che gliel'accocchi". 

Ma quel demonio che tenea sermone

col duca mio, si volse tutto presto

e disse: "Posa, posa, Scarmiglione!".»
(Inf. XXI, vv. 100-105)
Scarmiglione è il secondo diavolo tra quelli inventati da Dante Alighieri per il curioso episodio dei Malebranche (Inferno, Canti XXI, XXII e XXIII) ad essere citato per nome dopo il capo Malacoda.
Il suo personaggio è impregnato dallo stile comico che contraddistingue questo episodio. Virgilio sta parlando con Malacoda, e Dante gli sta acquattato dietro: voltandosi egli si accorge di come alcuni diavoli lo stiano guardando minacciosamente e che parlino tra loro facendo finta di non essere sentiti: (parafrasi) "Vuoi che gli tiri un'uncinata sul groppone?" "Sì, fai che gliel'assesti".
Dante non è affatto indignato o preso dall'orrore in questo episodio, perché questi non sono sentimenti consoni allo stile qui usato. Dopotutto Malacoda blocca subito le cattive intenzioni dei due diavoli (uno dei quali è Scarmiglione, forse il primo) come se li stesse controllando con la coda dell'occhio mentre è preso dalla discussione. 
Il poeta va poi a pescare vocaboli popolareschi e sguaiati per contraddistinguere in maniera grottesca e giullaresca questo dialogo: groppone, accoccare, uso della doppia preposizione in sul...
Il nome Scarmiglione sembra derivare da scarmigliare, propriamente scompigliare, arruffare i capelli, per cui il suo aspetto deve probabilmente essere consono al nome. Questo diavolo non fa parte della truppa che accompagnerà i due poeti-pellegrini nella visita del canto. Alcuni hanno anche notato un possibile parallelismo con il nome di Jean Charmillon, all'epoca il "re dei giullari di Troyes" per decreto del Re di Francia.